# Фантастика Албанії
Албанська фантастика — фантастика албанською мовою, що з'явилася наприкінці 1960-х років, хоча перша книга була опублікована лише в 1978 році. До 1991 року книг цієї тематики було близько десятка, п'ять з яких належать Танасу Кверамі, плідному письменнику, а також редактору юнацьких наукових журналів; наприклад, «Неслухняний робот» (алб. «Roboti i pabindur»; 1981), «Один тиждень у 2044 році» (алб. «Një javë në vitin 2044»; 1982) та «Таємниця стародавнього храму» (алб. «Misteri i tempullit të lashtë»; 1987). Наступні албанські автори написали щонайменше одну книгу-оповідання: Астріт Бішкемі, Ндок Деда, Бедрі Деджа, Ванджел Діло, Фламур Топі, Бардил Хано, Гюсен Сінані.